# Tijs Velthuis
Tijs Velthuis (Oldenzaal, 12 gennaio 2002) è un calciatore olandese, difensore dello Sparta Rotterdam.

## Carriera

### Club

#### Giovanili dell'AZ
Nato a Oldenzaal, Velthuis cresce calcisticamente nei settori giovanili di Quick '20 e Twente, prima di passare all'AZ Alkmaar nel giugno del 2019. Viene in seguito aggregato allo Jong AZ Alkmaar, squadra riserve dei Kaasboeren, con cui colleziona in tutto 61 presenze in Eerste Divisie.

#### NAC Breda e Sparta Rotterdam
Il 13 luglio 2022, viene ceduto in prestito con diritto di riscatto al NAC Breda, sempre in seconda serie. Debutta con il club il successivo 5 agosto, in occasione di una gara casalinga contro l'Helmond Sport. Trova la sua prima rete con i gialloneri il 20 febbraio 2023, in una gara persa per 4-1 in casa dello Jong Utrecht. Termina la stagione collezionando 31 presenze totali. 
Il 3 luglio 2023, passa a titolo definitivo allo Sparta Rotterdam, in Eredivisie, con cui firma un contratto triennale, con opzione per un'altra annata. Esordisce in campionato il 12 agosto seguente, in un match contro il PEC Zwolle. Nella sua prima stagione con il club, guadagna il posto da titolare in seguito all'infortunio di Mike Eerdhuijzen, per poi vedere il proprio minutaggio ridursi in seguito al rientro del compagno di squadra. Termina l'annata totalizzando 27 presenze.

#### Prestiti alla Salernitana e al Sassuolo
Il 7 agosto 2024, viene ceduto in prestito alla Salernitana, in Serie B, con diritto di riscatto, commutabile in obbligo al verificarsi di determinate condizioni. Il 12 agosto esordisce con i granata contro lo Spezia nei trentaduesimi di Coppa Italia vinta ai calci di rigore. Esattamente cinque giorni dopo debutta in campionato, nella gara casalinga contro il Cittadella (2-1). Tuttavia con i campani, complice anche il poco spazio, non riesce ad imporsi e in 6 mesi colleziona un totale di sole 10 presenze.
Il 23 gennaio 2025 il prestito viene rescisso; contestualmente viene ceduto, sempre a titolo temporaneo e in cadetteria, al Sassuolo.

### Nazionale
Tra il 2018 e il 2019, Velthuis ha giocato nelle nazionali giovanili olandesi Under-17 ed Under-18.

## Statistiche

### Presenze e reti nei club
Statistiche aggiornate al 23 gennaio 2025.
| Stagione               | Squadra                | Campionato             | Campionato | Campionato | Coppe nazionali | Coppe nazionali | Coppe nazionali | Coppe continentali | Coppe continentali | Coppe continentali | Altre coppe | Altre coppe | Altre coppe | Totale | Totale | Totale |
| Stagione               | Squadra                | Comp                   | Pres       | Reti       | Comp            | Pres            | Reti            | Comp               | Pres               | Reti               | Comp        | Pres        | Reti        | Pres   | Reti   |        |
| ---------------------- | ---------------------- | ---------------------- | ---------- | ---------- | --------------- | --------------- | --------------- | ------------------ | ------------------ | ------------------ | ----------- | ----------- | ----------- | ------ | ------ | ------ |
| 2020-2021              | Jong AZ Alkmaar        | 1D                     | 28         | 1          | -               | -               | -               | -                  | -                  | -                  | -           | -           | -           | 28     | 1      |        |
| 2021-2022              | Jong AZ Alkmaar        | 1D                     | 33         | 0          | -               | -               | -               | -                  | -                  | -                  | -           | -           | -           | 33     | 0      |        |
| Totale Jong AZ Alkmaar | Totale Jong AZ Alkmaar | Totale Jong AZ Alkmaar | 61         | 1          |                 | -               | -               |                    | -                  | -                  |             | -           | -           | 61     | 1      |        |
| 2022-2023              | NAC Breda              | 1D                     | 29         | 1          | CO              | 2               | 0               | -                  | -                  | -                  | -           | -           | -           | 31     | 1      |        |
| 2023-2024              | Sparta Rotterdam       | ED                     | 25         | 0          | CO              | 2               | 0               | -                  | -                  | -                  | -           | -           | -           | 27     | 0      |        |
| 2024-gen. 2025         | Salernitana            | B                      | 8          | 0          | CI              | 2               | 0               | -                  | -                  | -                  | -           | -           | -           | 10     | 0      |        |
| gen.-giu. 2025         | Sassuolo               | B                      | 0          | 0          | CI              | -               | -               | -                  | -                  | -                  | -           | -           | -           | 0      | 0      |        |
| Totale carriera        | Totale carriera        | Totale carriera        | 123        | 2          |                 | 6               | 0               |                    | -                  | -                  |             | -           | -           | 129    | 2      |        |

## Palmarès
- Campionato italiano di Serie B: 1

Sassuolo: 2024-2025